# フリーダム・タワー (マイアミ)
フリーダム・タワー (Freedom Tower) は、アメリカのフロリダ州マイアミにあるビルである。キューバからの入植者を記念して建てられた。

## 概要
フリーダム・タワーは、マイアミ・ニュース・アンド・メトロポリス・ニュースペーパーの本社兼印刷所として、1925年に完成した。スペインのセビリアにあるヒラルダ・タワーに使われている地中海様式のデザインが取り入れられ、高さは77.77メートルである。
1950年代に新聞社の経営が破綻し、フリーダム・タワーが明け渡された。その後、アメリカの連邦政府は、キューバのカストロ政権からの亡命者に対して医療サービスを提供するために、フリーダム・タワーを使用した。亡命者の流入が一段落した1970年代に連邦政府はフリーダム・タワーは売却し、その後所有権は転々と移り変わった。1997年、ジョルジェ・マス・カノザがフリーダムタワーの所有権を410万ドルで取得した。